# Cathédrale Saint-Georges de Vladikavkaz
Cette  cathédrale n’est pas la seule cathédrale Saint-Georges.
La cathédrale Saint-Georges (en russe : Свято-Георгиевский собор) est la cathédrale russe orthodoxe de l'éparchie de Vladikavkaz et d'Alanie. Elle est située à Vladikavkaz dans le sud de la fédération de Russie, en Ossétie du Nord. La cathédrale est placée sous le vocable de saint Georges.
Le conseil municipal de Vladikavkaz donne un terrain en 1991 pour la construction d'une nouvelle cathédrale qui commence le 18 octobre 1996 et se termine en 2003. Elle remplace l'ancienne cathédrale Saint-Michel, datant du début du XXe siècle, aujourd'hui détruite. La première cérémonie liturgique se déroule le 24 novembre 2002.

## Source de la traduction
- (ru) Cet article est partiellement ou en totalité issu de l’article de Wikipédia en russe intitulé « Свято-Георгиевский собор (Владикавказ) » (voir la liste des auteurs).